# زیردریایی یو-۸۵ (۱۹۴۱)
زیردریایی یو-۸۵ (۱۹۴۱) (به انگلیسی: German submarine U-85 (1941)) یک زیردریایی بود که طول آن ۶۶٫۵ متر (۲۱۸ فوت ۲ اینچ) بود. این زیردریایی در سال ۱۹۴۱ ساخته شد.